# Сёдерман, Август
Юхан Август Сёдерман (в старом написании также Зюдерманн и Зедерманн; швед. Johan August Söderman; 17 июля 1832 — 10 февраля 1876) — шведский композитор и дирижёр.
Учился фортепьянной игре в Шведской королевской музыкальной академии в Стокгольме, затем композиции в Лейпцигской высшей школе музыки и театра имени Феликса Мендельсона Бартольди, где испытал сильное влияние Роберта Шумана. Автор музыки к «Орлеанской деве» Ф. Шиллера, нескольких опер (в том числе «Свадьба в Ульфосе», 1865), значительного количества песен, в том числе основанных на шведском народном музыкальном материале. Считается первым представителем национально ориентированного романтизма в шведской музыке.